# Джон Войт
Джон Войт (англ. Jon Voight, *29 грудня 1938, Йонкерс, Нью -Йорк, США), повне ім'я Джонатан Вінсент Войт — американський актор, батько Анджеліни Джолі. Лауреат премій «Оскар» (1978), «Золотий глобус» (1969, 1978, 1985), BAFTA (1969).
Найвідоміші фільми з його участю — «Опівнічний ковбой» (1969), «Місія нездійсненна» (1996), «Ворог держави» (1998), «Перл Гарбор» (2001), «Лара Крофт: Розкрадачка гробниць» (2001), «Трансформери» (2007), а також «Скарб нації» (2004) і «Скарб нації 2: Книга Таємниць» (2007).

## Життєпис
Джон Войт народився 29 грудня 1938 в невеликому американському місті Йонкерс штату Нью-Йорк. Навчався у вашингтонському католицькому університеті на факультеті витончених мистецтв. Закінчивши університет у 1960, вступив до нью-йоркської школи-студії «Neighborhood Playhouse».
Працював в мюзиклах, в театрі і на телебаченні.
У 1967 році був нагороджений премією «Театр Світу» за участь в п'єсі «Цього літа в цьому сезоні» Ф. Гілроя
Був запрошений на ТБ і став телевізійною зіркою завдяки участі в серіалах 1963—1969 років — «Голе місто», «Захисники».
Дебютував у кіно в 1967.
За виконання ролі Джо Бака («Опівнічний ковбой» (1969)) отримав відразу декілька премій: нью-йоркських кінокритиків, «Золотий глобус» і Британської кіноакадемії (BAFTA), вручені йому як найперспективнішому дебютанту.
За створення образу Люка Мартіна у фільмі «Повернення додому» (1978) актор отримав премії: «Оскар», нью-йоркських кінокритиків, "Золотий глобус"і фестивалю в Каннах.

### Особисте життя
У 1962 році одружився з Лаурою Пітерс, але 1967-ого шлюб був розірваний. У другому шлюбі був одружений з Маршелін Бертран з 12 грудня 1971 по 1978. Від неї у нього двоє дітей: син — Джеймс Гейвен (1973), дочка — Анджеліна Джолі (1975).

## Фільмографія
| Рік   |    | Українська назва                           | Оригінальна назва                        | Роль                |
| ----- | -- | ------------------------------------------ | ---------------------------------------- | ------------------- |
| 1967  | ф  | Hour of the Gun                            | Hour of the Gun                          |                     |
| 1967  | ф  | Fearless Frank                             | Fearless Frank                           |                     |
| 1969  | ф  | Опівнічний ковбой                          | Midnight Cowboy                          |                     |
| 1970  | ф  | Catch-22                                   | Catch-22                                 |                     |
| 1970  | ф  | The Revolutionary                          | The Revolutionary                        |                     |
| 1972  | ф  | Звільнення                                 | Deliverance                              |                     |
| 1973  | ф  | The All-American Boy                       | The All-American Boy                     |                     |
| 1974  | ф  | The Odessa File                            | The Odessa File                          |                     |
| 1974  | ф  | Conrack                                    | Conrack                                  |                     |
| 1975  | тф | End of the Game                            | End of the Game                          |                     |
| 1978  | ф  | Повернення додому                          | Coming Home                              | Люк Мартін          |
| 1979  | ф  | Чемпіон                                    | The Champ                                |                     |
| 1982  | ф  | У пошуках виходу                           | Lookin' to Get Out                       |                     |
| 1983  | ф  | Стіл на п'ятьох                            | Table for Five                           |                     |
| 1985  | ф  | Потяг-утікач                               | Runaway Train                            |                     |
| 1986  | ф  | Desert Bloom                               | Desert Bloom                             |                     |
| 1991  | ф  | Чорнобиль: Останнє попередження            | Chernobyl: The Final Warning             |                     |
| 1992  | ф  | The Last of His Tribe                      | The Last of His Tribe                    |                     |
| 1993  | ф  | The Rainbow Warrior                        | The Rainbow Warrior                      |                     |
| 1993  | тф | Return to Lonesome Dove                    | Return to Lonesome Dove                  |                     |
| —1993 | с  | Return to Lonesome Dove                    | Return to Lonesome Dove                  |                     |
| 1995  | ф  | Протистояння                               | Heat                                     |                     |
| 1995  | ф  | Spin                                       | Spin                                     |                     |
| 1996  | ф  | Місія нездійсненна                         | Mission: Impossible                      |                     |
| 1997  | ф  | Особливо небезпечний злочинець             | Most Wanted                              |                     |
| 1997  | ф  | Поворот                                    | U Turn                                   |                     |
| 1997  | ф  | Анаконда                                   | Anaconda                                 |                     |
| 1997  | ф  | The Rainmaker                              | The Rainmaker                            |                     |
| 1997  | ф  | Rosewood                                   | Rosewood                                 |                     |
| 1998  | ф  | Ворог держави                              | Enemy of the State                       |                     |
| 1998  | ф  | Генерал (фільм, 1998)                      | The General                              |                     |
| 1999  | ф  | Студентська команда                        | Varsity Blues                            | Бад Кілмер          |
| 1999  | тф | Noah's Ark                                 | Noah's Ark                               |                     |
| —1999 | с  | Noah's Ark                                 | Noah's Ark                               |                     |
| 1999  | ф  | A Dog of Flanders                          | A Dog of Flanders                        |                     |
| 2001  | ф  | Перл-Гарбор                                | Pearl Harbor                             |                     |
| 2001  | ф  | Зразковий самець                           | Zoolander                                |                     |
| 2001  | ф  | Лара Крофт: Розкрадачка гробниць           | Lara Croft: Tomb Raider                  |                     |
| 2001  | тф | Джек і бобове дерево: Справжня історія     | Jack and the Beanstalk: The Real Story   | Зіггі Мангейм       |
| 2001  | тф | Повстання                                  | Uprising                                 |                     |
| 2001  | ф  | Алі                                        | Ali                                      | Говард Козелл       |
| 2003  | ф  | Holes                                      | Holes                                    |                     |
| 2003  | ф  | A Decade Under the Influence               | A Decade Under the Influence             |                     |
| 2003  | тф | Jasper, Texas                              | Jasper, Texas                            |                     |
| 2004  | ф  | Маньчжурський кандидат                     | The Manchurian Candidate                 |                     |
| 2004  | ф  | Скарб нації                                | National Treasure                        |                     |
| 2004  | ф  | Щоденники принцеси 2: Королівські заручини | The Princess Diaries 2: Royal Engagement |                     |
| 2004  | ф  | Superbabies: Baby Geniuses 2               | Superbabies: Baby Geniuses 2             |                     |
| 2004  | тф | The Karate Dog                             | The Karate Dog                           |                     |
| 2005  | тф | Pope John Paul II                          | Pope John Paul II                        |                     |
| —2005 | с  | Pope John Paul II                          | Pope John Paul II                        |                     |
| 2006  | ф  | Glory Road                                 | Glory Road                               |                     |
| 2007  | ф  | Трансформери                               | Transformers                             |                     |
| 2007  | ф  | Скарб нації 2: Книга Таємниць              | National Treasure: Book of Secrets       |                     |
| 2007  | ф  | Братц                                      | Bratz                                    |                     |
| 2007  | ф  | September Dawn                             | September Dawn                           |                     |
| 2008  | ф  | Американська казка                         | An American Carol                        |                     |
| 2008  | ф  | Чотири Різдва                              | Four Christmases                         |                     |
| 2008  | ф  | Грім у тропіках                            | Tropic Thunder                           |                     |
| 2008  | ф  | Гордість і слава                           | Pride and Glory                          |                     |
| 2010  | ф  | The Weathered Underground                  | The Weathered Underground                |                     |
| 2012  | ф  | Beyond                                     | Beyond                                   |                     |
| 2013  | ф  | Втеча                                      | Getaway                                  |                     |
| 2013  | ф  | Dracula: The Dark Prince                   | Dracula: The Dark Prince                 |                     |
| 2016  | ф  | Фантастичні звірі і де їх шукати           | Fantastic Beasts and Where to Find Them  |                     |
| 2024  | ф  | Рейган                                     | Reagan                                   | Віктор Новіков      |
| 2024  | ф  | Мегалополіс                                | Megalopolis                              | Гамільтон Красс III |